# Symptoms (album)
Symptoms – trzeci album studyjny amerykańskiej piosenkarki Ashley Tisdale, wydany za pośrednictwem wytwórni Big Noise Music jako album cyfrowy 3 maja 2019 roku. Symptoms został wydany dziesięć lat po ostatnim albumie piosenkarki - Guilty Pleasure w 2009 roku. Tisdale zatrudniła Johna Feldmanna do produkcji albumu i współpracowała z kompozotyrami, w tym Rachel West, Scotem Stewartem i Dylanem McLeanem przy znacznej części zawartości albumu. Popowo elektropopowy album Symptoms przedstawia cichą walkę Tisdale z depresją i lękiem, wykorzystując jednocześnie ukryte teksty, aby nadać piosenkom podwójne znaczenie.
Symptoms otrzymał pozytywne recenzje od krytyków muzycznych, z których wielu określiło album jako „osobisty”, jednocześnie chwaląc wrażliwość i dojrzałość wydawnictwa. Pod względem komercyjnym album osiągnął 22 miejsce na liście albumów niezależnych w USA (Independent Albums) bez fizycznych wydań, jednocześnie znalazł się na wybranych listach pobrań w Europie. Wydanie albumu poprzedziło wydanie dwóch singli: „Voices in My Head”, który ukazał się jesienią 2018 roku, a następnie „Love Me & Let Me Go” w styczniu 2019 roku.

## Początki
Ashley Tisdale wydała swój wcześniejszy album studyjny Guilty Pleasure w 2009 roku za pośrednictwem wytwórni Warner Bros. Records. Ashley opisywała płytę jako „rokową i ostrzejszą (od jej debiutanckiego albumu Headstrong)” album zdobył mieszane recenzje, oceną 48% w serwisie Metacritic. Płyta zadebiutowała na pozycji 12 listy Billboard 200 ze sprzedażą 25,000 kopii w pierwszym premierowym tygodniu, była to znacznie niższa pozycja niż w pierwszym tygodniu sprzedaży jej poprzedniego albumu (Headstrong). Promocja albumu zakończyła się pod koniec roku 2009, wraz z wydaniem drugiego singla z Guilty Pleasure „Crank It Up”. Tisdale postanowiła skupiać się na karierze aktorskiej i producenckiej, wokalistka zakończyła współpracę z Warner Bros. Records. 
Podczas promocji filmu Straszny film 5 (2013), w którym zagrała główną rolę, Tisdale wyznała w wywiadzie dla stacji MTV, iż ma inspirację do ponownego tworzenia muzyki i potwierdziła, że od 2012 roku nagrywa swój trzeci album studyjny. Powiedziała, że ma nadzieję na zaskoczenie swoich słuchaczy czymś innym niż to, co robiła dotychczas. Tisdale zaręczyła się z muzykiem Christopherem Frenchem w sierpniu 2013 roku, zaczęli razem pracować nad muzyką do jej trzeciego albumu. 9 grudnia 2013 roku Ashley ogłosiła wydanie utworu zatytułowanego „You're Always Here”, który został wydany na całym świecie jako samodzielny singiel 16 grudnia 2013 roku. Piosenka została napisana na pamiątkę jej dziadka, który zmarł we wrześniu tego samego roku. Było to jej pierwsze muzyczne wydawnictwo od 2009 roku. Jednak piosenka nie była promowana w radiu i Tisdale ostatecznie przerwała pracę nad albumem, ponieważ „nie była zainteresowana / podekscytowana tym, co robiła” i zaczęła zajmować się innymi przedsięwzięciami, takimi jak linie makijażu i odzieży. W 2016 roku Ashley Tisdale ponownie uruchomiła swój kanał YouTube i zaczęła publikować akustyczne covery przebojów, współpracując z innymi artystami, takimi jak Vanessa Hudgens, Lea Michele, Sydney Sierota z Echosmith i jej mąż Chris French. Sukces coveru zespołu Paramore „Still into You” z udziałem Chrisa Frencha skłonił Tisdale do wydania go jako promocyjnego singla w 2016 roku. Na początku 2018 roku Tisdale wydała EP'ke zatytułowaną Music Sessions, Vol. 1, zawierającą kilka coverów, które pierwotnie nagrała na swój kanał YouTube. 

## Tworzenie
Chociaż Tisdale myślała o wydaniu nowego albumu od 2013 roku, nie zainspirowała ją zawartość materiału, nad którym pracowała. Później w 2018 roku wypowiedziała się na temat swoich problemów ze zdrowiem psychicznym. Przez to co przeszła, wspólnie ze swoją współautorką, Rachel West, napisały piosenkę zatytułowaną „Symptoms”, która zainspirowała Tisdale do wznowienia pracy nad jej trzecim albumem studyjnym. Tisdale ostatecznie podpisała kontrakt z nowo powstałą wówczas wytwórnią Big Noise. W lipcu 2018 roku ogłosiła, że jej trzeci album studyjny będzie nosił tytuł Symptoms, który miał zostać wydany jesienią 2018 roku. 

„Kiedy to napisaliśmy i nagrałem, zacząłem czuć: „O mój Boże, myślę, że wiem, co to jest". Naprawdę zainspirowało mnie to, co napisaliśmy, i tak oto [album] stał się opowieścią o mojej podróży... jest pierwsza i jest ostatnia piosenka na albumie, które przypominają mi to wszystko, przez co przeszłam. Naprawdę czujesz tę podróż na albumie ”.
Ashley Tisdale wyjaśnia, w jaki sposób napisanie piosenki „Symptoms” zainspirowało ją do pracy nad pełnym albumem

### Treść
Tisdale przez lata po cichu walczyła z lękiem i depresją, więc praca nad albumem była dla niej terapeutyczna. Chciała, aby każda piosenka na albumie w sposób zrozumiany omawiały symptomy lęku i depresji, aby piosenki miały również inne znaczenie. Opisując piosenkę „Love Me & Let Me Go”, która „ma podteksty, kiedy mówię o mojej podróży z lękiem i depresją, ale ... może to być o chłopaku, nie musi być o problemach psychicznych". 
Na pytanie magazynu Paper 9 listopada 2018 r., Co zainspirowało ją do nagrania albumu, Tisdale stwierdziła:

„Jeśli chodzi o coś takiego jak depresja, ktoś miałby powiedzieć: „Hej, kto tu ma depresję? Niewiele rąk się podnosi. To dlatego, że jest piętno związane z tym słowem. Jestem natuaralistką i miałem depresję, ale nigdy nic nie brałem na to, po prostu przez to przeszełam, ale myślę, że musimy przestać narzucać nam te słowo (depresja). Musimy to odpuścić i nie dawać mu (słowu) tak dużej mocy. OK jest po prostu być w dobrym stanie i wiedzieć, że to w porządku, że możesz mieć depresję lub przechodzić okresy depresyjne. Chciałabym, żeby ludzie czuli się, jakby nie byli sami. "Och, Ashley też przez to przechodzi. W domu nie czuję się taka samotna." Nie chciałem się nad tym rozwodzić (jeśli chodzi o muzykę).
- Ashley Tisdale

### Promocja
Album jest promowany przez główny singiel Voices in My Head, który wydany został 8 listopada 2018 roku, oraz singiel Love Me & Let Me Go, który wydany został 25 stycznia 2019 roku. 11 kwietnia 2019 Tisdale Tisdale opublikowała na Twitterze link do zamówienia albumu w przedsprzedaży co również ujawniło listę utworów. 2 maja 2019 roku Tisdale wystąpiła w programie The Late Late Show z James Corden, gdzie zaśpiewała główny singiel „Voices In My Head” promujący album.

## Odbiór krytyczny
Symptoms otrzymał pozytywne recenzje od krytyków muzycznych, z jedynym minusem, iż album jest za krótki. Monica Mercuri, Forbes napisała: "„bezpretensjonalnie osobisty i niesamowicie dobry". Alani Vargas dla Bustle opisał wydawnictwo jako "skrajnie osobiste". Ineye Komonibo z Marie Claire odniósł się do tego albumu jako „naładowany emocjonalnie” oraz „szczery i wrażliwy opis tego, jak to jest przejść niepokój - oraz namiętne przypomnienie, że nigdy nie jesteś sam”. Komonibo uznał również to za „najbardziej przemyślane, dojrzałe wydawnictwo Tisdale”.

## Lista utworów
Opracowano na podstawie materiału źródłowego:.
| Symptoms | Symptoms              | Symptoms                                                                                      | Symptoms      | Symptoms |
| Nr       | Tytuł utworu          | Autorzy                                                                                       | Produkcja     | Długość  |
| -------- | --------------------- | --------------------------------------------------------------------------------------------- | ------------- | -------- |
| 1.       | „Symptoms”            | Ashley Tisdale · John Feldmann · Scot Stewart · Dylan McLean · Rachel West                    | John Feldmann | 2:54     |
| 2.       | „Looking Glass”       | Ashley Tisdale · John Feldmann · Scot Stewart · Dylan McLean · Rachel West                    | John Feldmann | 2:37     |
| 3.       | „Love Me & Let Me Go” | Ashley Tisdale · John Feldmann · Scot Stewart · Dylan McLean · Rachel West · Whitney Phillips | John Feldmann | 2:46     |
| 4.       | „Insomnia”            | Ashley Tisdale · John Feldmann · Scot Stewart · Dylan McLean · Rachel West · Fiona Bevan      | John Feldmann | 2:54     |
| 5.       | „Vibrations”          | Ashley Tisdale · John Feldmann · Scot Stewart · Dylan McLean · Rachel West                    | John Feldmann | 2:23     |
| 6.       | „Under Pressure”      | Ashley Tisdale · John Feldmann · Scot Stewart · Dylan McLean · Rachel West                    | John Feldmann | 2:33     |
| 7.       | „True Romance”        | Ashley Tisdale · John Feldmann · Scot Stewart · Dylan McLean · Rachel West                    | John Feldmann | 2:34     |
| 8.       | „Voices in My Head”   | Ashley Tisdale · John Feldmann · Scot Stewart · Dylan McLean · Whitney Phillips               | John Feldmann | 3:19     |
| 9.       | „Feeling So Good”     | Ashley Tisdale · John Feldmann · Scot Stewart · Dylan McLean · Rachel West                    | John Feldmann | 3:07     |
|          |                       |                                                                                               |               | 25:07    |

## Notowania
| Lista (2019)                      | Najwyższa pozycja |
| --------------------------------- | ----------------- |
| UK Download Albums OCC            | 52                |
| US Independent Albums (Billboard) | 22                |